# Euristhmus microphthalmus
Euristhmus microphthalmus és una espècie de peix de la família dels plotòsids i de l'ordre dels siluriformes.

## Hàbitat
És un peix marí i de clima tropical.

## Distribució geogràfica
Es troba a Austràlia (Territori del Nord) i Indonèsia (Irian Jaya).